# Parti libéral (Grèce)
Le Parti libéral grec (en grec moderne : Κόμμα Φιλελευθέρων / Kómma Philelefthéron, littéralement « Parti des libéraux », habituellement traduit par « Parti libéral ») a été l'un des plus importants partis politiques grecs du début du XXe siècle.

## Histoire
Fondé en Crète à l'époque où l'île était une région autonome de l'Empire ottoman, et nommé Xipoliton (« pieds nus »), ses premiers dirigeants furent Kostis Mitsotakis (grand-père de Konstantínos Mitsotákis) et Eleftherios Venizelos. Après la victoire électorale de 1910, Venizélos transforme le petit parti crétois en parti politique national, sous le nom de Komma Fileleftheron (Parti des libéraux). Pendant les 25 années suivantes, le sort du parti est lié à celui de Venizélos. Le parti est légalement dissout après l'échec du coup d'État de Nikolaos Plastiras de 1935. Malgré tout, l'organisation reste active même après son interdiction.
Durant la Seconde Guerre mondiale, un gouvernement grec en exil est formé au Caire avec l'aide des Britanniques. Il est alors formé presque entièrement de libéraux de premier plan, y compris Geórgios Papandréou, et Sophoklis Venizelos. Le parti est réformé après la guerre, jusqu'à sa fusion avec l'Union du centre (Énosis Kéntrou) en 1961.

## Dirigeants du Komma Fileleftheron
- Eleftherios Venizelos 1910-1936
- Themistoklis Sophoulis 1936-1948
- Sophoklís Venizélos 1948-1961

## Premiers ministres grecs, issus du Komma Fileleftheron
- Eleftherios Venizelos
- Georgios Kaphantaris
- Andreas Michalakopoulos
- Sophoklís Venizélos
- Geórgios Papandréou
- Konstantínos Mitsotákis (député du Komma Fileleftheron, en 1946)

## Résultats

### Assemblée Nationale
| Année         | Tête de liste          | %     | Mandats   | Rang |
| ------------- | ---------------------- | ----- | --------- | ---- |
| novembre 1910 | Eleftherios Venizelos  |       | 307 / 362 | 1er  |
| 1912          | Eleftherios Venizelos  |       | 146 / 181 | 1er  |
| mai 1915      | Eleftherios Venizelos  |       | 187 / 316 | 1er  |
| 1920          | Eleftherios Venizelos  | 50,31 | 110 / 370 | 2e   |
| 1923          | Eleftherios Venizelos  |       | 250 / 397 | 1er  |
| 1926          | Georgios Kaphantaris   | 31,6  | 108 / 286 | 1er  |
| 1928          | Eleftherios Venizelos  | 46,9  | 178 / 250 | 1er  |
| 1932          | Eleftherios Venizelos  | 33,4  | 101 / 254 | 2e   |
| 1933          | Eleftherios Venizelos  | 33,3  | 80 / 248  | 2e   |
| 1936          | Themistoklis Sophoulis | 37,3  | 126 / 300 | 1er  |
| 1946          | Themistoklis Sophoulis | 14,4  | 48 / 354  | 3e   |
| 1950          | Sophoklis Venizelos    | 17,2  | 56 / 250  | 2e   |
| 1951          | Sophoklis Venizelos    | 19,0  | 57 / 258  | 3e   |
| 1952 [a]      | Sophoklis Venizelos    | 34,2  | 51 / 300  | 2e   |
| 1956 [b]      | Gheórghios Papandréou  | 48,2  | 38 / 300  | 2e   |
| 1958          | Gheórghios Papandréou  | 20,7  | 36 / 300  | 3e   |

- ^ Liste commune avec l'Union nationale progressiste du centre.
- ^ Membre du FIDE (Union démocratique libérale).

### Sénat
| Année | %    | Mandats | Rang |
| ----- | ---- | ------- | ---- |
| 1929  | 54,6 | 64 / 92 | 1er  |
| 1932  | 39,5 | 16 / 30 | 1er  |

## Sources
- (en) Cet article est partiellement ou en totalité issu de l’article de Wikipédia en anglais intitulé « Liberal Party (Greece) » (voir la liste des auteurs).